# Wilhelm Gustav von Anhalt-Dessau
Wilhelm Gustav Erbprinz von Anhalt-Dessau (* 20. Juni 1699 in Dessau; † 16. Dezember 1737 ebenda) aus dem Hause der Askanier war ein preußischer Generalleutnant.

## Leben
Wilhelm Gustav war das erste von zehn Kindern des Fürsten Leopold I. von Anhalt-Dessau und dessen Ehefrau Anna Luise Föhse. Er erhielt 1706 das Patent als Rittmeister und begleitete 1712 seinen Vater im Feldzug gegen Frankreich. Im Jahre 1713 erhielt er eine Kompanie im Regiment Gens d’armes der Preußischen Armee. 1715 erhielt er das Regiment zu Pferde „von Pannewitz“, dieses tauschte er aber nach wenigen Tagen gegen das du Portailsche Regiment zu Pferde. 1719 nahm er am Türkenkrieg in Ungarn teil. Im gleichen Jahr wurde ihm der Schwarze Adlerorden verliehen. In den Jahren 1734 und 1735 war er unter Prinz Eugen Volontair im Krieg gegen Frankreich. Wilhelm Gustav starb 1737 an den Pocken.
Wilhelm Gustav war eigentlicher Thronerbe, starb aber zehn Jahre vor seinem Vater. Er heiratete in einer Nachtaktion heimlich 1726 die Bürgerliche Johanne Sophie Herre (1706–1795). Diese morganatische Ehe wurde offiziell zunächst verschwiegen. Die dieser Ehe entsprungenen Kinder wurden bei der Thronfolge übergangen, so dass die Regentschaft später an seinen Bruder Leopold Maximilian fiel. Erst nach seinem Tod 1737 erhielten die Witwe, alle drei Töchter und sechs Söhne den Titel Graf bzw. Gräfin von Anhalt. Zwei weitere uneheliche Söhne wurden durch den preußischen König Friedrich II. unter dem Namen „von Anhalt“ in den Adelsstand erhoben.

## Nachkommen
- Wilhelm (1727–1760), gefallen in der Schlacht bei Torgau als preußischer Oberstleutnant
- Leopold Ludwig (1729–1795), preußischer General, Ritter des Schwarzen Adlerordens ⚭ Caroline Elisabeth Antoinette von Printzen (1734–1799), Tochter von Johann Friedrich von Printzen
- Gustav (* 26. Mai 1730; † 22. November 1757 in der Schlacht von Breslau), Kapitän im Infanterieregiment „von Derschau“
- Johanna Sophie (1731–1786), Äbtissin von Mosigkau
- Friedrich (1732–1794), Generaladjutant der russischen Kaiserin
- Wilhelmine (* 12. Februar 1734; † 4. Juni 1781) ⚭ August Wolfrath von Campen (1730–1779), Sohn von Albert Wolfgang von Schaumburg-Lippe-Bückeburg
- Albrecht (1735–1802), preußischer Generalmajor ⚭ Sophie Luise Henriette von Wedel (1750–1773), Tochter von Christian Heinrich von Wedel
- Heinrich (* 4. September 1736; † 14. September 1758), preußischer Kapitän
- Leopoldine Anne (* 26. Januar 1738; † 26. September 1808) ⚭ 1773 Georg Dietrich von Pfuhl (1723–1782)

Aus seiner Beziehung mit Henriette Marianne Schardius, Tochter des Superintendenten von Dessau, gingen folgende uneheliche Kinder hervor:
- Karl Philipp (1732–1806), preußischer Generalmajor ⚭ Friederike Albertine von Wedel (1751–1825), Tochter von Carl Heinrich von Wedel
- Heinrich Wilhelm (1734–1801), preußischer General der Infanterie ⚭ Caroline Friederike von Wedel (1748–1780), Tochter von Carl Heinrich von Wedel